# Comuna de Pawłów
Pawłów (polaco: Gmina Pawłów) é uma gminy (comuna) da Polónia, na voivodia de Santa Cruz e no condado de Starachowicki. A sede do condado é a cidade de Sieradowickiego Parku Krajobrazowego.
De acordo com os censos de 2004, a comuna tem 15 098 habitantes, com uma densidade 109,9 hab/km².

## Área
Estende-se por uma área de 137,39 km², incluindo:
- área agricola: 77%
- área florestal: 17%

## Demografia
Dados de 30 de Junho 2004:
|                      | Total   | Total | Mulheres | Mulheres | Homens  | Homens |
| -------------------- | ------- | ----- | -------- | -------- | ------- | ------ |
|                      | pessoas | %     | pessoas  | %        | pessoas | %      |
| População            | 15 098  | 100   | 7505     | 49,7     | 7593    | 50,3   |
| Densidade (pop./km²) | 109,9   | 100   | 54,6     | 54,6     | 55,3    | 55,3   |

De acordo com dados de 2005, o rendimento médio per capita ascendia a 1624,64 zł.

## Subdivisões
- Ambrożów, Bronkowice, Brzezie, Bukówka-Zbrza, Chybice, Dąbrowa, Godów, Grabków, Jadowniki, Kałków, Krajków, Łomno, Modrzewie, Nieczulice, Nowy Bostów, Pawłów, Pokrzywnica, Radkowice, Radkowice-Kolonia, Rzepinek, Rzepin Drugi, Rzepin Pierwszy, Rzepin-Kolonia, Stary Bostów, Stary Jawor, Szeligi, Szerzawy, Świętomarz, Świślina, Tarczek.

## Comunas vizinhas
- Bodzentyn, Brody, Kunów, Nowa Słupia, Starachowice, Waśniów, Wąchock